# داريا لورينسي
داريا لورينسي هي ممثلة بوسنية (وحملت سابقاً جنسية جمهورية يوغوسلافيا الاشتراكية الاتحادية)، ولدت في 13 أبريل 1976 بسراييفو في البوسنة والهرسك.

## وصلات خارجية
- داريا لورينسي على موقع IMDb (الإنجليزية)
- داريا لورينسي على موقع قاعدة بيانات الفيلم (الإنجليزية)